# Port lotniczy Enontekiö
Port lotniczy Enontekiö (fi.: Enontekiön lentoasema, szwed.: Enontekis flygplats, ang.: Enontekiö Airport, kod IATA: ENF, kod ICAO: EFET) – lotnisko położone 7 km na zachód od wsi Hetta, w gminie Enontekiö. Jest jednym z najdalej na północ wysuniętych portów lotniczych w Finlandii. W 2016 roku obsłużył ponad 22 tys. pasażerów.

## Linie lotnicze i połączenia
| Linia lotnicza | Kierunek                                                                                            |
| -------------- | --------------------------------------------------------------------------------------------------- |
| Enter Air      | Sezonowe czartery: 1. Belfast 2. Birmingham 3. Londyn-Gatwick 4. Glasgow 5. Humberside 6. Newcastle |
| Jet2.com       | Sezonowe czartery: 1. Londyn-Stansted 2. Manchester 3. Newcastle                                    |